# تمثال نصفي ملفوف

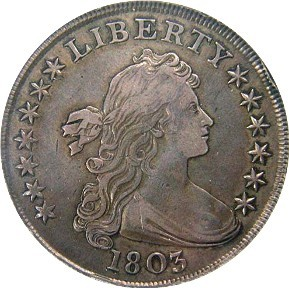
وجه الدولار ذو التمثال النصفي الملفوف

"التمثال النصفي الملفوف" هو الاسم الذي أُطلق على تصميم العملات المعدنية في الولايات المتحدة. وقد ظهرت على الكثير من العملات النحاسية والفضية العادية للولايات المتحدة 1796-1807. صممه النقاش روبرت سكوت.

## التصميم الأساسي
في عام 1796 استجاب الكونجرس لعدم الرضا الشامل تقريبًا عن العملات الأولى (دولار الشعر المتدفق) وأصدر تصميمًا جديدًا. وكما كانت العادة في ذلك الوقت كانت جميع الطوائف تحمل نفس التصميم أو في هذه الحالة نفس الوجه. وبموجب مرسوم صادر عن الكونجرس كانت هناك حاجة إلى بعض السمات: النسر وكلمة الحرية والنجوم والولايات المتحدة الأمريكية. ولم يكن من الضروري تضمين قيمة العملة المعدنية حيث كان من الممكن تمييزها من حجمها استنادًا إلى محتوى المعدن الثمين. وهكذا كانت نصف العشرة سنتات أصغر عملة فضية (تحتوي على 1/20 من كمية الفضة في الدولار) وكانت كل فئة أكبر حتى الدولار الفضي.

### وجه العملة
إن جميع العملات المعدنية النحاسية والفضية تحمل نفس الوجه. حيث قام روبرت سكوت كبير النقاشين في دار سك العملة الأمريكية (1793-1823) بتحويل صورة سيدة مجتمع رسمها جيلبرت ستيوارت إلى تمثال للسيدة ليبرتي ممتلئة الجسم. وفي بعض الروايات تُحدد المرأة على أنها سيدة المجتمع فيلادلفيا آن ويلينج بينغهام. كما أنها ظلت دون تغيير جوهري لعدة سنوات باستثناء تجعيد إضافي أضيف إلى شعرها المتدفق في عام 1798.

### ظهر العملة

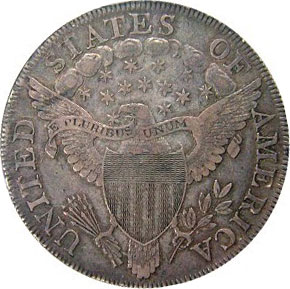
دولار صدر عام 1803

هناك ثلاثة تصاميم عكسية أساسية. الأول بالنسبة للعملات النحاسية يظهر قيمة العملة (نصف سنت أو سنت واحد) محاطاً بإكليل أو كرمة. كما تحيط عبارة "الولايات المتحدة الأمريكية" بالإكليل. ففي الفترة من عام 1795 إلى عام 1797 صور نسر أصلع نحيل وطبيعي على الجانب الخلفي من جميع العملات الفضية. حيث يُعرف هذا التصميم باسم تمثال نصفي ملفوف ونسر صغير وعادةً ما يكون سعره مرتفعًا بسبب انخفاض سعر سك العملة للغاية في ذلك الوقت. في عام 1798 استبدل النسر الصغير بالنسر الشعار. يُعرف هذا التصميم باسم التمثال النصفي المنسدل والنسر الشعاري. كما يتمتع الدولار الفضي الشهير لعام 1804 بهذا التصميم بالإضافة إلى ظهر نصف دولار كينيدي في عام 1964. كما حملت ثلاث فئات الكسر المناسب: نصف سنت (1/200) وسنت كبير (1/100) ونصف دولار (1/2).

### الحافة
كانت حافة نصف الدولار تحمل الكلمات خمسون سنتاً أو نصف دولار.

## التعديلات

### النجوم
في البداية أتخذ القرار بإضافة نجمة إلى وجه العملة المعدنية لكل ولاية جديدة تنضم إلى الاتحاد. وبحلول عام 1796 أصبح عدد الولايات في البلاد 15 ولاية بعد إضافة ولايتي فيرمونت وكنتاكي. وسكت كل فئة بـ 15 نجمة. أما في ذلك العام فقد قبلت ولاية تينيسي وأضيفت النجمة السادسة عشر إليها. أدرك مدير دار سك العملة إلياس بودينوت أن الوضع لا يمكن أن يستمر إلى أجل غير مسمى وقرر أن تحتوي جميع العملات المعدنية على النجوم الثلاثة عشر الأصلية. إن نصف الدايم لعام 1797 يوضح الارتباك في ذلك الوقت؛ فقد سك بـ13 و15 و16 نجمة.

### الشعار الوطني
قدم النسر الشعار الوطني - إي بليبروس يونيم (من بين العديد واحد). ويظهر على شريط متدفق ويُحمل في مخلب النسر. في عام 1956 استبدل الشعار الوطني وأصبح الآن "نحن نثق في الله" وهي العبارة التي ظهرت لأول مرة على العملات الأمريكية في عام 1864 في ذروة الحرب الأهلية الأمريكية.

### الاختلافات
بسبب ظروف العمل البدائية والمواد والقوالب المصممة بأسلوب سيئ ظهرت العديد من الأخطاء والاختلافات. وتشمل هذه الاختلافات الحروف والأرقام ذات الأشكال المختلفة والشقوق التي تظهر على سطح العملات المعدنية والضربات الخاطئة والضربات الزائدة (نصف عشرة سنتات ليبرتي 1796) وحجم النجوم أو الأرقام المتغيرة من قالب إلى آخر (نصف دولار 1807) والتواريخ المثقوبة فوق التواريخ السابقة (1800 سنت كبير مطبوع فوق عامي 1798 و1799). بعدها استمرت التناقضات: في عام 1796 فظهر نصف الدولار مع 15 نجمة ثم 16 نجمة. وقد صورت بطريقة غامضة 15 نجمة في عام 1797 مع وجود 16 ولاية. إن العديد من هذه الأخطاء نادرة جداً وتتطلب قسطاً مرتفعاً بسبب ندرتها.

## عملات معدنية مشهورة
اختارت أعظم 100 عملة أمريكية الدولار الفضي لعام 1804 باعتباره العملة رقم واحد. فهي تحمل نسر شعاري على ظهرها وسعرها باهظ للغاية. سكت ثمانية منها في عام 1834 (الفئة الأولى) وسك الباقي حوالي عام 1858 (الفئة الثانية) وتحتل فئة نصف العشرة سنتات الصادرة عام 1802 المرتبة 61. كما سكت 3000 قطعة فقط والغالبية العظمى منها إما فقدت أو ذابت أو تآكلت. إن معظم العملات المعدنية من فئة نصف العشرة سنتات الصادرة عام 1802 والتي لا تزال موجودة هي في حالة سيئة للغاية. ونصف الدولار لعام 1797 (المرتبة 68) يحمل تصميم "النسر الصغير". ويعد هذا التصميم نادرًا بسبب سك العملة المنخفض جدًا والمعدات والإجراءات الرديئة. سكت أقل من 3000 عملة. وكان رفيقه وهو نصف دولار عام 1796 وهو عملة أندر (المرتبة 72) قد سُك منه 934 قطعة فقط. يشكل الزوج العملة المعدنية الوحيدة من تصميم "النسر الصغير" لنصف الدولار. ومطلوب نوع واحد لمجموعة كاملة من الأنواع وعلى هذا يكون هناك دائمًا عدداً أكبر للمشترين من البائعين. الربع الأول من عام 1796 (كما هو موضح أعلاه) حصل على المرتبة 71. وهو أيضًا تصميم "النسر الصغير" وهو الممثل الوحيد في هذه الطائفة لهذا التصميم. وبما أنه مطلوب أيضًا لمجموعة كاملة من الأنواع فإن سعره يستمر في الارتفاع. سك 6000 ربع دولار فقط في ذلك العام. وبالمقارنة فإن ربع دولار من عملة ولاية تينيسي وهي واحدة من خمسة دولارات سكت في عام 2002 بلغ عدد النسخ المسكوكة منه 650 مليون نسخة (في حين بلغ عدد النسخ المسكوكة من كل ربع دولار من العملات في الولاية في عام 2002 أكثر من ثلاثة مليارات نسخة).

## مستخدمة في العملات
- نصف سنت
- سنت كبير
- نصف عشرة سنتات
- قرش
- ربع
- نصف دولار
- عملة الدولار
- عملة الحرية لتوماس جيفرسون (برنامج الزوج الأول) وجه العملة فقط،تصميم جديد للوجه الخلفي.

## قراءة إضافية
- جارنيت، جيف وجوث، رون. أعظم 100 عملة أمريكية . أتلانتا، جورجيا: هاريس، ذ.م.م، 2003.
- قالب:Yeoman-2014

## روابط خارجية
- صور العملات المعدنية ذات التمثال النصفي الملفوف
- عملة معدنية فئة سنت واحد، تمثال نصفي ملفوف، نوع العملة من الولايات المتحدة معلومات مفصلة، صور الأصناف.